# Rhipidura atra
Rhipidura atra là một loài chim trong họ Rhipiduridae.